# Brassaiopsis grushvitzkyi
Brassaiopsis grushvitzkyi là một loài thực vật có hoa trong Họ Cuồng cuồng. Loài này được J.Wen, Lowry & T.H.Nguyên mô tả khoa học đầu tiên năm 2003.